# 阿達米夫卡 (文尼察區)
參數所指定的目標頁面不存在，建議更正成存在頁面或直接建立下列一個頁面（建立前請先搜尋是否有合適的存在頁面可以取代）：
- 阿達米夫卡

49°26′8″N 29°18′50″E / 49.43556°N 29.31389°E
阿達米夫卡（羅馬化：Adamivka）是位於烏克蘭西部文尼察州文尼察區的村莊，面積0.4平方公里，海拔高度267米，2001年人口638，人口密度每平方公里1,599人。